# Szerves ásványok
A szerves ásványok olyan ásványok, amelyek szerves vegyület(ek)et tartalmaznak. Földtani és környezeti folyamatok során képződnek. Túlnyomó többségben a bioszféra növényi vagy állati anyagainak közreműködésével jönnek létre a földkéreg legfelső zónáiban vagy a Föld felszínén.
Ezek szerves kémiai alapon 3 nagy csoportba vannak sorolva:
- Szerves savak sói
- Szénhidrogének
- Kevert szerves vegyületek

## Jellemzésük
A szerves ásványok zöme molekularácsos anyag. A szerkezet felépítésében leggyakrabban van der Waals és gyenge hidrogénkötések szerepelnek. Éppen ezért a szerves ásványoknak kicsi a keménységük, alacsony az olvadáspontjuk és a stabilitásuk is csekély. Ritkán jelennek meg jól fejlett kristály formájában, persze van néhány kivétel (mellit, whewellit). A jól ismert megjelenési formájuk inkább az apró kristályokból álló tűs vagy lemezes-pikkelyes halmazok, vagy pontszerű hintések. Jelenleg körülbelül 50 szerves ásvány ismert.

## Előfordulásuk
A szerves ásványok leginkább szén- és lignittelepekben, barlangi guanótelepekben, illetve fosszilizálódott fák társaságában fordulnak elő. Akadnak olyan szerves ásványok is, amelyek kontaktmetamorf vagy hidrotermás ércesedésekben úgyszintén megjelennek.

## Az osztályba tartozó fontosabb ásványok
- Hartit
- Humboldtin
- Mellit
- Whewellit
- Evenkit

## Organikus vegyületek
- 10.A Szerves savak sói
  - 10.AA Formiátok, acetátok stb.: 05 formikait, 10 daskovait, 20 acetamid, 25 kalklacit, 30 paceit, 35 hoganit
  - 10.AB Oxalátok: 05 humboldtin, 10 glusinszkit, 15 moolooit, 20 sztyepanovit, 25 minguzzit, 30 wheatleyit, 35 zsemcsuzsnyikovit, 40 weddelit, 45 whewellit, 50 kaoxit, 55 oxamit, 60 nátroxalát, 65 coskrenit- (Ce), 70 levinsonit-(Y), 75 zugshunstit-(Ce), 80 novgorodovait
  - 10.AC Benzol-sók: 05 mellit, 10 earlandit, 15 pigotit
  - 10.AD Cianátok: 05 julienit, 10 kafehidrociant
- 10.B Szénhidrogének
  - 10.BA Szénhidrogének: 05 fichtelit, 10 hartit, 15 dinit, 20 idrialit, 25 kratochvilit, 30 karpatit, 35 filoretin, 40 ravatit, 45 simonellit, 50 evenkit
- 10.C Egyéb szerves ásványi anyagok
  - 10.C Borostyánkő
  - 10.CA Egyéb szerves anyagok: 05 refikit, 10 flagstaffit, 15 hoelit, 20 abelsonit, 25 kladnoit, 30 tinnunculit, 30 guanin, 35 urea, 40 uricit

## Képek

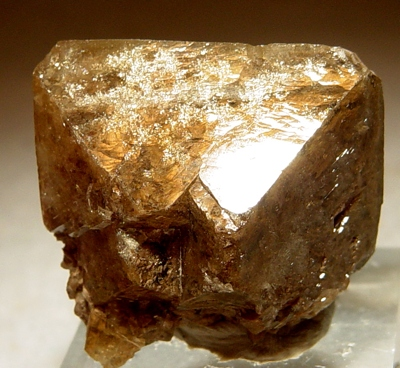
Mellit Csordakútról, Magyarországról
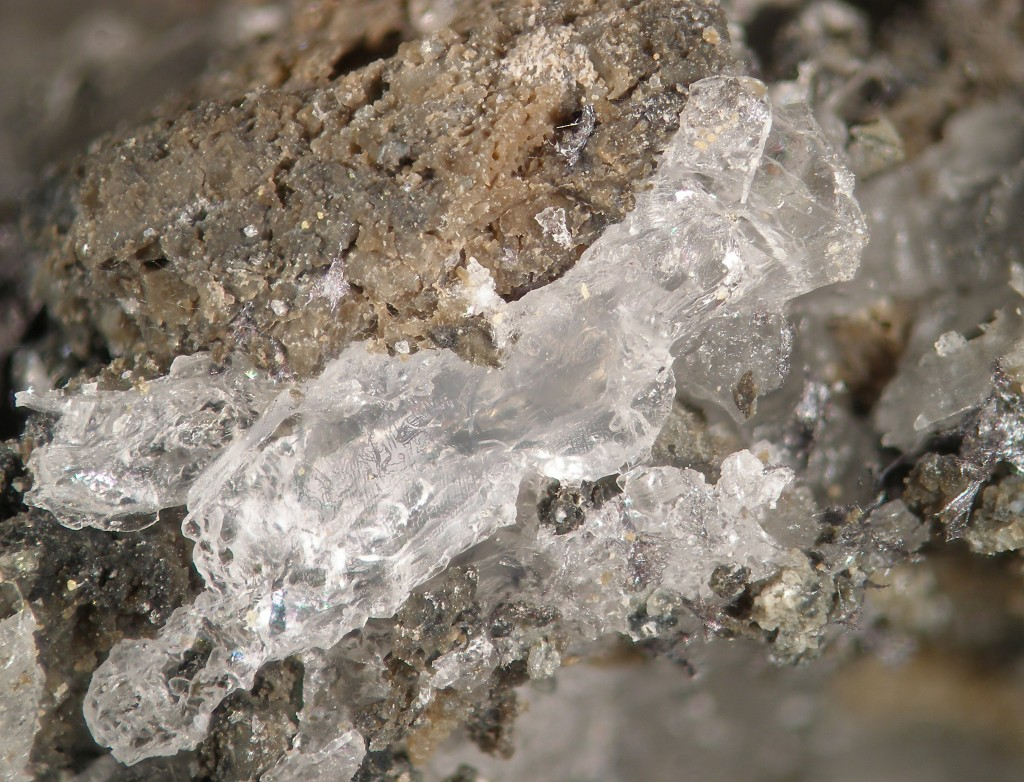
Evenkit Szlovákiából
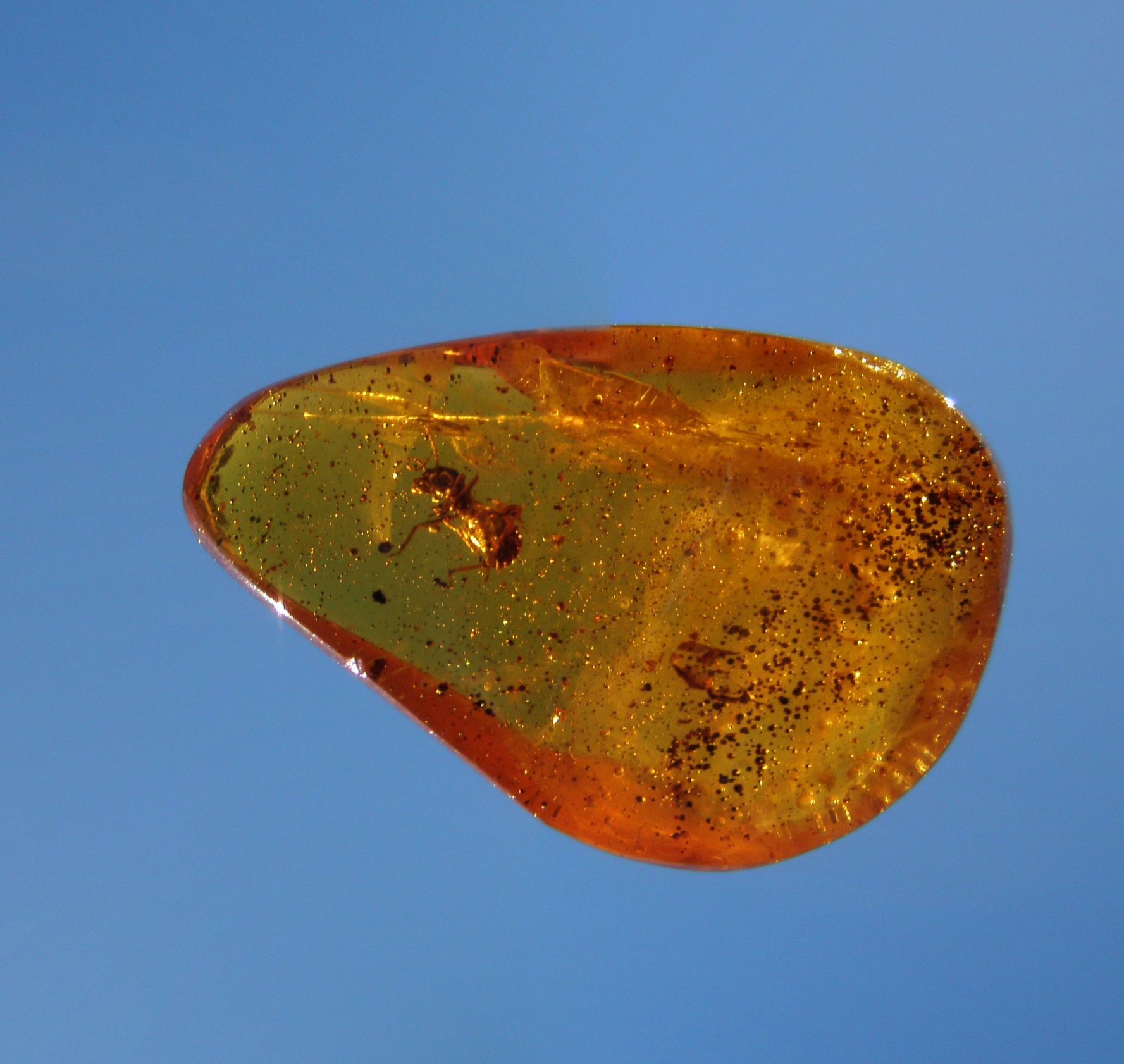
Borostyánkő és benne egy hangya Kolumbiából
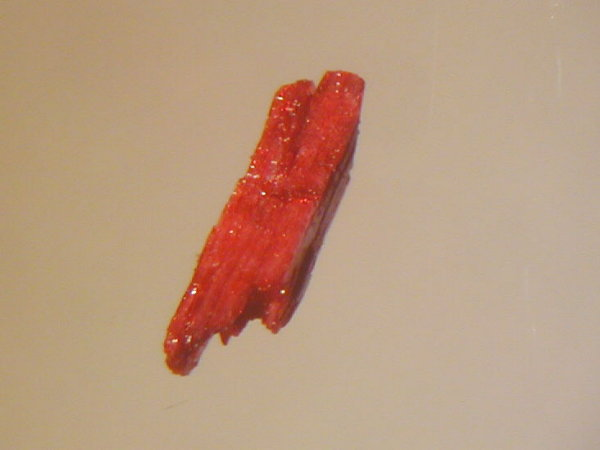
Abelsonit - a Zöld Folyó geológiai formációból, Amerikából
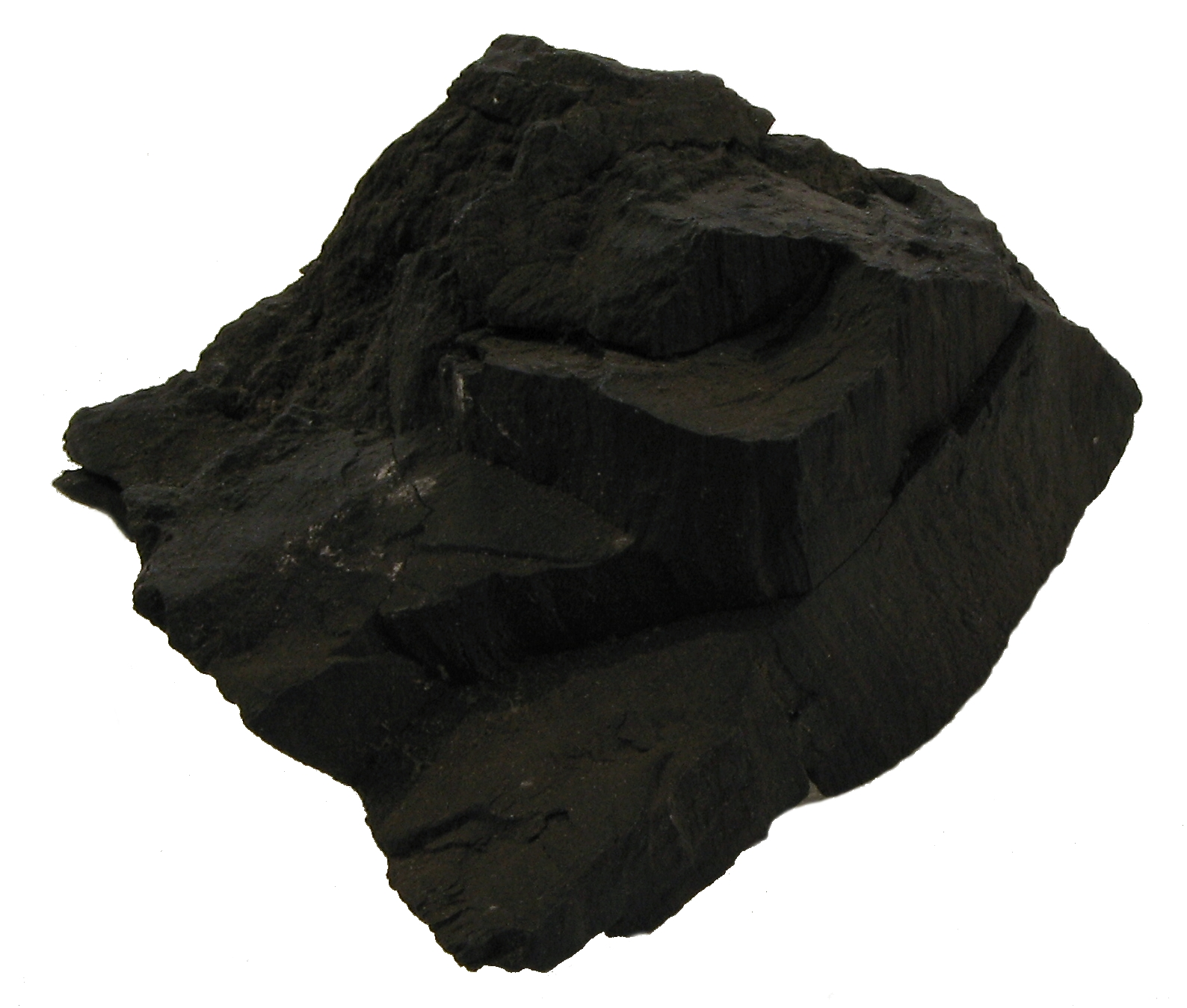
Hartite Ausztriából